# Фолклорна музика
Фолклорната музика е широк кръг музикални жанрове, произлизащи от предмодерната епоха.
Тя обхваща традиционната фолклорна музика, която е част от народното творчество и съществува като правило в устна (незаписана форма), предавана от поколение на поколение, нейните форми, пригодени за представяне пред публика и наричани народна музика, както и базираните на нея форми от модерната епоха.
Терминът „фолклорна музика“ датира от XIX век, а основната част от обозначаваната с него музика води началото си от XVIII-XIX век. Някои видове фолклорна музика се наричат музика на народите.
Традиционната фолклорна музика бива определяна по няколко начина: като музика, предавана устно, като музика с неизвестен автор, и като музика, изпълнявана по обичай в продължение на дълъг период от време. Тъй като фолклорната музика е известна във всички обществено-исторически формации, тя следва да се разглежда не само като компонент на народното творчество, но и в по-широк смисъл като основен клон от музикалното изкуство и като цяло контрастира с музиката с търговски или академичен характер, принадлежаща към по-скорошни писмени традиции. Съществува и определението: традиционна музика на отделен народ или култура.